# Lech Marchelewski
Lech Marchelewski (ur. 5 lutego 1947, zm. 1 września 2007 w Radomiu) – polski pilot wojskowy i cywilny, instruktor szybowcowy oraz samolotowy, podpułkownik rezerwy pilot Wojska Polskiego, dyrektor Aeroklubu Ziemi Lubuskiej, pomysłodawca i założyciel zespołu akrobatycznego AZL Żelazny.

## Życiorys
Absolwent Politechniki Wrocławskiej i Uniwersytetu Wrocławskiego (magister inżynier). Był pilotem wojskowym, dyrektorem zielonogórskiego liceum lotniczego, a pod koniec lat 90. został dyrektorem Aeroklubu Ziemi Lubuskiej. Był pilotem liniowym odrzutowców pasażerskich w liniach lotniczych SKY Express, od 2006 latał jako pilot w linii lotniczej Jet Air. Kształcił na pilota między innymi lidera zespołu Ich Troje Michała Wiśniewskiego. 
Jego syn Paweł Marchelewski również został pilotem liniowym (pracował m.in. w PLL LOT).  

## Śmierć
Zginął w wypadku lotniczym podczas pokazów lotniczych Radom Air Show 2007. Lech Marchelewski wykonywał wraz z dwoma innymi członkami zespołu AZL Żelazny tak zwaną „rozetę”, jego samolot (Zlin) miał dokonać manewru mijania (w odległości około 1,5 metra) z samolotem Piotra Banachowicza. Samoloty leciały z prędkością około 300 kilometrów na godzinę. Maszyny zderzyły się skrzydłami, ich szczątki spadły obok pobliskiego lasu na teren lotniska na którym odbywał się pokaz. Trzeci samolot, pilotowany przez Krzysztofa Kosińskiego (znajdujący się w bezpośredniej bliskości punktu zderzenia) wylądował bezpiecznie na lotnisku. Zarówno Lech Marchelewski jak i Piotr Banachowicz zginęli na miejscu.
Lech Marchelewski wylatał w czasie swojej kariery nieco ponad 3352 godziny, a Radom Air Show 2007 miał być jego pożegnaniem z lataniem akrobacyjnym.
Z raportu PKBWL nr 383/07 wynika, iż przyczyną wypadku było wykonanie przez lidera ugrupowania manewru nie zapewniającego odpowiedniej separacji pionowej i poziomej w stosunku do samolotu bazy.
Wpływ na zaistnienie wypadku miały:
1. Nieprecyzyjne opracowanie założeń teoretycznych manewru „różyczka” polegające na:
  - dopuszczeniu wariantowości w sposobach mijania samolotów 2 i 3, bez określenia zasad postępowania w przypadku mijania innego niż określone w sposobie zasadniczym;
  - nierealnym założeniu możliwości jednoczesnego prowadzenia obserwacji przez lidera dwóch samolotów lecących do niego pod kątem około 90°.
2. Stan zdrowia lidera, oraz przyjmowanie przez niego leków obniżających ciśnienie tętnicze krwi, co mogło mieć wpływ w danym dniu na samopoczucie pilota, obniżenie sprawności psychofizycznej, zmianę reakcji organizmu na towarzyszące manewrowi przeciążenia, oraz na precyzje pilotowania i prowadzenie obserwacji przestrzeni powietrznej.

Pochowany został na cmentarzu komunalnym w części Przylep, w Zielonej Górze.